# CDエル・ナシオナル
クルブ・デポルティーボ・エル・ナシオナル（西: Club Deportivo El Nacional）は、エクアドルの首都キトを本拠地とするサッカークラブである。南米の類似名クラブとの混同を避けるためにナシオナル・キト（Nacional de Quito）とも呼ばれる。
クラブはエクアドル軍に属しており、入団出来るのはエクアドル人のみ。そのため、チームはプーロス・クリオーリョス（Puros Criollos＝オールクリオーリョ）、エル・エキーポ・ミリタル（El Equipo Militar＝軍隊のチーム）というニックネームで呼ばれる。
エクアドル国内リーグではバルセロナSCと並ぶ13回の優勝を誇る。コパ・リベルタドーレスにも何度も出場しており、最高成績は1985年のベスト4である。
ホームスタジアムのエスタディオ・オリンピコ・アタワルパは標高2,800メートルに位置する。

## ライバル
CDエル・ナシオナルの最大のライバルは、LDUキトである。この2チームの対戦はクラシコ・キテーニョ（キト・ダービー）と呼ばれている。同じくキトに本拠地を置くデポルティーボ・キトともライバル関係にある。また、グアヤキルの強豪2クラブであるバルセロナSC、CSエメレクともライバル関係にある。

## タイトル

### 国内タイトル
- セリエA: 13回
1967, 1973, 1976, 1977, 1978, 1982, 1983, 1984, 1986, 1992, 1996, 2005クラウスーラ, 2006

### 国際タイトル
なし

## 現所属メンバー
注：選手の国籍表記はFIFAの定めた代表資格ルールに基づく。
| No. | Pos. |            | 選手名                      |
| --- | ---- | ---------- | --------------------------- |
| 1   | GK   | エクアドル | アドリアン・ボネ            |
| 2   | DF   | エクアドル | ファブリシオ・バグイ        |
| 3   | DF   | エクアドル | ルイス・ルーナ              |
| 5   | MF   | エクアドル | マルコ・モスケラ            |
| 6   | DF   | エクアドル | ホアオ・モンターニョ        |
| 7   | MF   | エクアドル | クリスティアン・コルデロ    |
| 8   | MF   | エクアドル | エディソン・メンデス        |
| 9   | FW   | エクアドル | ミゲル・アルバレス          |
| 10  | MF   | エクアドル | クリスティアン・ララ        |
| 12  | GK   | エクアドル | ダルウィン・クエロ          |
| 14  | FW   | エクアドル | クリスティアン・マルケス () |
| 15  | MF   | エクアドル | フランクリン・ゲーラ        |
| 18  | MF   | エクアドル | ハイロ・カスティージョ      |

| No. | Pos. |            | 選手名                     |
| --- | ---- | ---------- | -------------------------- |
| 19  | FW   | エクアドル | フェリペ・メヒア           |
| 20  | MF   | エクアドル | ルイス・ラストラ           |
| 21  | DF   | エクアドル | アンデルソン・オルドニェス |
| 23  | MF   | エクアドル | アレハンドロ・ビジャルバ   |
| 24  | DF   | エクアドル | ホセ・パボン               |
| 25  | MF   | エクアドル | マルコ・モンターニョ       |
| 27  | DF   | エクアドル | アニバル・チャラ           |
| 28  | DF   | エクアドル | エドゥアルド・モランテ     |
| 30  | DF   | エクアドル | ジョバンニ・カイセド       |
| 51  | FW   | エクアドル | ケビン・ミンダ             |
| 55  | GK   | エクアドル | ホセ・カルデナス           |